# Proceratophrys aridus
Proceratophrys aridus es una especie de anfibio anuro de la familia Odontophrynidae.

## Distribución geográfica
Esta especie es endémica de Ceará al noreste de Brasil. 
Habita en el municipio de Milagres a 334 m sobre el nivel del mar.

## Publicación original
- Cruz, Nunes & Juncá, 2012 : Redescription of Proceratophrys cristiceps (Müller, 1883)(Amphibia, Anura, Odontophrynidae), with description of two new species without eyelid appendages from northeastern Brazil. South American Journal of Herpetology, vol. 7, n.º 2, p. 110-122.[2]